# Syzygium valentissimum
Syzygium valentissimum är en myrtenväxtart som beskrevs av Peter Shaw Ashton. Syzygium valentissimum ingår i släktet Syzygium och familjen myrtenväxter. Inga underarter finns listade i Catalogue of Life.